# Ninurta coeruleopunctatus
Genre
Espèce
Synonymes
- Zonurus coeruleopunctatus Hewitt & Methuen 1913
- Cordylus coeruleopunctatus (Hewitt & Methuen 1913)

Statut CITES
Ninurta coeruleopunctatus, unique représentant du genre Ninurta, est une espèce de sauriens de la famille des Cordylidae.

## Répartition
Cette espèce est endémique d'Afrique du Sud. Elle se rencontre dans l'est du Cap-Occidental et dans l'ouest du Cap-Oriental.

## Publications originales
- Hewitt & Methuen, 1913 "1912" : Descriptions of some new Batrachia and Lacertilia from South Africa. Transactions of the Royal Society of South Africa, vol. 3, p. 107-111.
- Stanley, Bauer, Jackman, Branch & Le Fras Nortier Mouton, 2011 : Between a rock and a hard polytomy: Rapid radiation in the rupicolous girdled lizards (Squamata: Cordylidae). Molecular Phylogenetics and Evolution, vol. 58, n. 1, p. 53–70 (texte intégral).